# Elias Mendes Trindade
Elias Mendes Trindade, född 16 maj 1985, känd som endast Elias, är en brasiliansk fotbollsspelare (mittfältare).